# Косовцов Віт Андрійович
Косовцов Віт Андрійович (*20 липня 1829, Гуляйполе — †не раніше 90-х ХІХ ст.) — український культурний діяч, письменник, перекладач, драматург, фольклорист.

## Біографія
Народився в шляхетській сім'ї. Закінчив Харківський університет.
Єдиний відомий друкований твір Віта Андрійовича — нарис «Чесна душа нашого народу» («Основа», 1862).
В рукописах залишилися одноактна комедія «За сиротою Бог з калитою», переклад комедії «Кохання-лікар» Мольєра.
У газеті «Слово» за 1866 згадано п'єсу Косовцева «Характерник», його переклади Шекспірових трагедій «Гамлет» і «Коріолан» (усі — 1-а половина 60-х років).
Надіслав М. Номису кілька десятків приказок, які були вміщені (з позначкою «Кос») у збірці «Українські приказки, прислів'я і таке інше. Збірники О. В. Марковича й других. Спорудив М. Номис» (1864). В архіві (ЦНБ ім. В. І. Вернадського АН України) збереглися його записи 4 колядок, уривків епічних пісень «Про Перебийноса» та «Дума про Романа Дзябленка і Копаненка».